# Mbéni
Mbéni är en ort på ön Grande Comore på Komorerna. Den hade 5 768 invånare år 2003.